# Liste des participants à la Diète d'Empire en 1792
Cet article recense les participants à la Diète du Saint-Empire romain (Sacrum Romanum Imperium) en 1792.

## Structure
En 1792, le Saint-Empire est divisé en plusieurs milliers de territoires immédiats dont seulement environ 300 sont représentés à la Diète d'Empire.
La Diète est divisée en trois collèges : le collège des Électeurs, le collège des Princes et le collège des villes. Les détenteurs de voix ont graduellement changé au cours des siècles : certains princes détiennent plus d'une voix (le roi de Prusse, par exemple, est présent en tant qu'électeur du Brandebourg, duc de Magdebourg, margrave de Brandebourg-Ansbach, margrave de Brandebourg-Bayreuth, prince d'Halberstadt, duc de Poméranie ultérieure, prince de Minden, prince de Cammin, prince de Frise orientale et comte de Tecklembourg), certains territoires l'ont perdue (par exemple par extinction dynastique, comme le comté de Waldeck ou le duché de Juliers-Clèves-Berg).

## Membres

### Collège des Électeurs
- archevêque de Mayence pour l'électorat de Mayence
- archévêque de Cologne pour l'électorat de Cologne
- archévêque de Trèves pour l'électorat de Trèves
- roi de Bohême (également archiduc d'Autriche et roi de Hongrie)
- comte palatin du Rhin (également duc de Bavière ; l'électorat du Rhin et l'électorat de Bavière sont réunis depuis 1777)
- duc de Saxe
- margrave de Brandebourg (roi de Prusse)
- duc de Brunswick-Lunebourg (électeur de Hanovre, roi de Grande-Bretagne).

### Collège des Princes

#### Banc ecclésiastique

##### Voix virile
Chacun de ces membres possède une voix :
- archevêque de Salzbourg
- archevêque de Besançon
- Grand Maître de l'Ordre Teutonique
- Grand Maître de l'Ordre de Saint-Jean
- évêque d'Augsbourg
- évêque de Bâle
- évêque de Bamberg
- évêque de Bressanone
- évêque de Coire
- évêque de Constance
- évêque d'Eichstätt
- évêque de Freising
- évêque de Fulda
- évêque de Hildesheim
- évêque de Liège
- évêque de Lübeck (protestant)
- évêque de Münster
- évêque d'Osnabrück (alterne depuis 1648 entre protestant et catholique)
- évêque de Paderborn
- évêque de Passau
- évêque de Ratisbonne
- évêque de Spire
- évêque de Strasbourg
- évêque de Trente
- évêque de Worms
- évêque de Wurtzbourg
- abbé de Corvey
- abbé de Kempten
- abbé de Prüm
- abbé de Stavelot
- abbé de Wissembourg.
- prévôt d'Ellwangen
- prieur de Berchtesgaden

##### Voix curiale - banc des prélats souabes
Les membres du banc des prélats souabes ne possèdent qu'une voix collective.
- abbesse de Baindt
- abbé d'Elchingen
- abbé de Gengenbach
- abbesse de Gutenzell
- abbesse de Heggbach
- abbesse d'Irsee
- abbé de Kaisheim
- abbé de Marchtal
- abbé de Neresheim
- abbé d'Ochsenhausen
- abbé de Petershausen
- abbé de Roggenburg
- abbé de Rot
- abbé de Rottenmünster
- abbé de Salmannsweiler
- abbé de Schussenried
- abbesse de Söflingen
- abbé d'Ursperg
- abbé de Weingarten
- abbé de Weissenau
- abbé de Wettenhausen
- abbé de Zwiefalten

##### Voix curiale - banc des prélats rhénans
Les membres du banc des prélats rhénans ne possèdent qu'une voix collective.
- bailli d'Alsace et Bourgogne (Grand Maître de l'Ordre Teutonique)
- abbé de Bruchsal et Odenheim
- abbesse de Buchau (de)
- abbé de Burtscheid
- bailli de Coblence (Grand Maître de l'Ordre Teutonique)
- abbesse d'Essen
- abbesse de Gandersheim
- abbesse de Gernrode
- abbesse d'Herford
- abbesse de Niedermünster à Ratisbonne
- abbesse d'Obermünster à Ratisbonne
- abbesse de Quedlinbourg
- abbé de Saint-Cornelismünster
- abbé de Saint-George à Isny
- abbé de Saint-Ulrich et Saint-Afra à Augsbourg
- abbesse de Thorn
- abbé de Werden

#### Banc laïque

##### Voix virile
Chacun de ces membres possède une voix :
- duc d'Arenberg
- duc de Bavière
- duc de Bourgogne
- duc de Brême (également électeur de Hanovre)
- duc de Brunswick-Calenberg (également électeur de Hanovre)
- duc de Brunswick-Celle (également électeur de Hanovre)
- duc de Brunswick-Grubenhagen (également électeur de Hanovre)
- duc de Brunswick-Wolfenbüttel
- duc des Deux-Ponts
- duc de Holstein (également roi de Danemark)
- duc de Holstein-Gottorp-Oldenburg
- duc de Magdebourg (également roi de Prusse)
- duc de Mecklembourg-Güstrow (également duc de Mecklembourg-Schwerin)
- duc de Mecklembourg-Schwerin
- duc de Poméranie citérieure (également roi de Suède)
- duc de Poméranie ultérieure (également roi de Prusse)
- duc de Savoie (également roi de Sardaigne)
- duc de Saxe-Altenbourg (également duc de Saxe-Gotha)
- duc de Saxe-Cobourg
- duc de Saxe-Eisenach (également duc de Saxe-Weimar)
- duc de Saxe-Gotha
- duc de Saxe-Lauenbourg (également électeur de Hanovre)
- duc de Saxe-Meiningen
- duc de Saxe-Weimar
- duc de Wurtemberg
- comte palatin de Kaiserslautern (également électeur de Bavière)
- comte palatin de Neuburg (également électeur de Bavière)
- comte palatin de Simmern (également électeur de Bavière)
- comte palatin de Veldenz (également électeur de Bavière)
- comte princier d'Henneberg (voix divisée parmi les diverses branches de la maison de Wettin : l'électeur de Saxe, le duc de Saxe-Weimar-Eisenach, le duc de Saxe-Coburg-Saalfeld, le duc de Saxe-Gotha-Altenbourg, le duc de Saxe-Meiningen et le duc de Saxe-Hildburghausen)
- landgrave de Hesse-Cassel
- landgrave de Hesse-Darmstadt
- landgrave de Leuchtenberg (également électeur de Bavière)
- margrave de Bade-Bade (margrave de Bade)
- margrave de Bade-Durlach (margrave de Bade)
- margrave de Bade-Hochberg (margrave de Bade)
- margrave de Brandebourg-Ansbach (également roi de Prusse)
- margrave de Brandebourg-Bayreuth (également roi de Prusse)
- margrave ou marquis de Nomeny (maison de Habsbourg-Lorraine)
- prince d'Anhalt (il existe quatre princes d'Anhalt en 1792, qui se partagent la voix : Anhalt-Zerbst, Anhalt-Dessau, Anhalt-Bernbourg, et Anhalt-Köthen)
- prince de Auersperg
- prince d'Hersfeld (également landgrave de Hesse-Cassel)
- prince de Cammin (également roi de Prusse)
- prince de Dietrichstein
- prince de Frise orientale (également roi de Prusse)
- prince de Fürstenberg
- prince d'Halberstadt (également roi de Prusse)
- prince d'Hohenzollern-Hechingen
- prince de Liechtenstein
- prince de Lobkowitz
- prince de Minden (également roi de Prusse)
- prince de Montbéliard (également duc de Wurtemberg)
- prince de Nassau-Dillenburg (également prince d'Orange)
- prince de Nassau-Hadamar (également prince d'Orange et Stadthouder des Provinces-Unies)
- prince de Ratzeburg (également duc de Mecklembourg-Strelitz)
- prince de Salm (deux branches de la famille, qui se partagent la voix : prince de Salm-Salm et prince de Salm-Kyrburg)
- prince de Schwarzburg  (divisé en deux branches, Schwarzburg-Rudolstadt et Schwarzburg-Sondershausen).
- prince de Schwarzenberg
- prince de Schwerin (également duc de Mecklembourg-Schwerin)
- prince de Thurn et Taxis
- prince de Verden (également électeur de Hanovre)

##### Voix curiale - banc des comtes de Souabe
- abbesse de Buchau
- prince-abbé de Saint-Blaise
- commandeur de l’ordre Teutonique
- comte d'Eberstein (également margrave de Baden)
- comtes de Fugger
- comte de Harrach
- comte d'Helfenstein (également électeur de Bavière)
- comte de Khevenhüller
- comte de Königsegg
- comte de Kuefstein
- comte de Montfort (également roi de Bohême)
- comte de Neipperg
- comte de Stadion
- comte de Sternberg
- comte de Traun
- comte de Waldbourg
- comte de Wetter-Tegerfelden à Bonndorf
- comte von der Leyen
- prince de Colloredo
- prince d'Oettingen
- seigneur d'Hohenems (également roi de Bohême)

##### Voix curiale - banc des comtes de Vettéravie
- princes et comtes de Solms
- prince de Nassau-Usingen
- prince de Nassau-Weilbourg
- prince de Nassau-Sarrebruck
- princes et comtes d'Isembourg
- comtes de Stolberg
- princes et comtes de Sayn-Wittgenstein
- comtes de Salm
- princes et comtes de Leiningen
- comtes de Westerburg
- comtes de Wetter-Tegerfelden
- Princes of Schönburg
- comte de Wied-Runkel
- comtes d'Ortenburg
- comtes de Reuss zu Plauen

##### Voix curiale - banc des comtes de Franconie
- princes et comtes de Hohenlohe
- comtes de Castell
- comtes d'Erbach
- princes et comtes de Löwenstein-Wertheim
- héritiers des comtes de Limpurg
- comtes de Nostitz-Rieneck
- prince de Schwarzenberg
- héritiers des comtes de Wolfstein
- comtes de Schönborn
- comtes de Windisch-Grätz
- comtes Orsini von Rosenberg
- comtes de Starhemberg
- comtes de Wurmbrand
- comtes de Giech
- comtes de Gravenitz
- comtes de Pückler

##### Voix curiale - banc des comtes de Westphalie
- seigneur de Sayn-Altenkirchen (également électeur de Hanovre)
- comte de Hoya (également électeur de Hanovre)
- comte de Spiegelberg (également électeur de Hanovre)
- comte de Diepholz (également électeur de Hanovre)
- duc de Holstein-Gottorp
- comte de Tecklenburg (également roi de Prusse)
- duc d'Arenberg
- prince de Wied-Runkel
- prince de Wied-Neuwied
- comte de Schaumburg (partagé entre le landgrave de Hesse-Kassel et le comte de Lippe-Bückeburg)
- comtes de Lippe
- comtes de Bentheim
- princes et comtes de Löwenstein-Wertheim
- prince de Kaunitz-Rietberg
- prince de Waldeck and Pyrmont
- comte de Toerring
- comte d'Aspremont
- prince de Salm-Salm (en tant que comte d'Anholt)
- comte de Metternich-Winnenburg
- prince d'Anhalt-Bernburg-Schaumburg
- comtes de Plettenberg
- comtes de Limburg Stirum
- comte de Wallmoden
- comte de Quadt
- comtes d'Ostein
- comtes de Nesselrode
- comtes de Salm-Reifferscheidt
- comtes de Platen
- comtes de Sinzendorf
- prince de Ligne

### Collège des Villes libres
Le Collège des Villes impériales libres n'est pas égal aux deux autres : son vote est seulement consultatif. En 1792, il regroupe 51 villes libres regroupées en deux bancs.

#### Banc rhénan
- Aix-la-Chapelle
- Brême
- Cologne
- Dortmund
- Francfort-sur-le-Main
- Friedberg
- Hambourg
- Lübeck
- Goslar
- Mulhouse
- Nordhausen
- Spire
- Worms
- Wetzlar

#### Banc souabe
- Aalen
- Augsbourg
- Buchau
- Biberach
- Bopfingen
- Dinkelsbühl
- Esslingen am Neckar
- Buchhorn
- Gengenbach
- Giengen
- Heilbronn
- Isny im Allgäu
- Kaufbeuren
- Kempten
- Leutkirch im Allgäu
- Lindau
- Memmingen
- Nördlingen
- Nuremberg
- Offenbourg
- Pfullendorf
- Ratisbonne
- Ravensbourg
- Reutlingen
- Rothenburg ob der Tauber
- Rottweil
- Schwäbisch Gmünd
- Schwäbisch Hall
- Schweinfurt
- Überlingen
- Ulm
- Wangen im Allgäu
- Weil
- Weißenburg
- Wimpfen
- Windsheim
- Zell am Harmersbach